# 277e régiment d'aviation de bombardiers de la Garde
Pour les articles homonymes, voir 277e régiment.
Le 277e régiment d'aviation de bombardiers de la Garde (en russe : 277-й гвардейский бомбардировочный авиационный полк), de son nom complet le 277e régiment d'aviation de bombardiers de la Garde « Mlavaskaïa » de l'ordre du Drapeau rouge (en russe : 277-й гвардейский бомбардировочный авиационный Млавский Краснознамённый полк, abrégé en russe : 277-й бап) est un régiment aérien des forces aérospatiales russes (n° d'unité 77983).
Le régiment fait partie de la 303e division d'aviation mixte de la 11e armée aérienne du district militaire est, basé à la base aérienne de Khourba (kraï de Khabarovsk).

## Historique

### Seconde Guerre mondiale
Le régiment commence sa formation en avril 1941 dans la ville de Kropotkine (kraï de Krasnodar), au sein de deux escadrons équipés d'avions Tupolev SB. Le régiment achève sa formation le 13 septembre 1941 à l'aérodrome de la ville de Salsk, dans l'oblast de Rostov. Sur ordre du commandant en chef de l'armée de l'air de l'Armée rouge, l'unité est renommée 277e régiment d'aviation de bombardiers à court rayon d'action, puis rejoint la 56e armée de l'air. Le 9 octobre 1941, le régiment est transféré dans la 73e division d'aviation mixte ; à cette période, l'unité dispose de 9 Tupolev SB. Le 277e régiment participe à la bataille de Rostov puis à la défense de la ville de Taganrog, menant des bombardements contre l'avancée des chars ennemis et des colonnes mécanisées.
En juin 1942, l'unité est affectée à la réorganisation du 11e régiment d'aviation mixte de réserve dans la ville de Kirovabad, en RSS d'Azerbaïdjan, où le personnel du régiment reçoit des avions Douglas A-20B.
Le 14 septembre 1942, le régiment fait partie de la 219e division d'aviation de bombardement (ru) de la 4e armée de l'air du front transcaucasien. À partir du 19 septembre, l'unité est engagée dans la bataille du Caucase, notamment à Mozdok, Nijne-Kroupskaïa et Guisselev. Au cours de cette opération, le régiment effectue 187 missions de combat : 9 avions, 82 chars, 150 véhicules, 2 batteries et plus de 1 300 soldats et officiers ennemis ont été éliminés.
Du 20 au 27 septembre 1942, le régiment effectue des missions de combat confiées par le commandement du front transcaucasien. Dans la période du 15 septembre 1942 au 5 janvier 1943, lors des combats pour la défense de Mozdok, Grozny, Naltchik et Ordjonikidze, le régiment perd environ 80 % de son équipement militaire et environ 60 % de son personnel navigant.
Depuis le début de 1943, le régiment et la division sont constamment déplacés à la suite de l'avancée des troupes soviétiques. Le 8 janvier, l'unité rejoint Grozny et opère depuis les aérodromes de campagne, effectuant des missions de combat de bombardements de gares, de ponts ou de bases allemandes.
Combattant dans le Kouban d'avril à juillet 1943, le régiment est lourdement engagé sur le front, recevant à plusieurs reprises des félicitations militaires. En septembre 1943, l'unité est retirée de la 4e armée de l'air et le 10 octobre, le régiment rejoint la 132e division d'aviation de bombardement (ru).
Le régiment combat avec succès lors de l'opération de débarquement de Kertch-Eltigen du 31 octobre au 11 décembre 1943, et en 1944 lors de l'offensive de Kertch-Sébastopol où celui-ci soutient les troupes de l'Armée côtière indépendante (en).
À partir de mai 1944 et durant l'été, le régiment rejoint le 6e corps d'aviation mixte (en) et participe aux offensives de Babrouïsk, Minsk et Lublin, ainsi qu'à l'opération Bagration. Au cours de ces opérations, le régiment effectue 288 sorties aériennes.
À partir de janvier 1945, le régiment participe à l'offensive de Prusse-Orientale, dans les régions du nord-ouest de la Pologne, près des villes de Mlawa et Dziadlowo. Par ordre du commandant en chef du 19 février 1945, le personnel est décoré et le régiment reçoit le titre honorifique « Mlavaskaïa ».
Dans les derniers jours de la guerre, le régiment mène des opérations aériennes dans le nord de l'Allemagne dans le cadre de la bataille de Königsberg, faisant des dégâts considérables aux ports, navires et places fortes ennemis dans la région de Breslau et sur l'île de Rügen.

### Après-guerre
Après la guerre, le régiment est basé à l'aérodrome de Jawor en Pologne au sein de la 132e division de bombardement. Fin 1945, le 277e régiment est transféré à la base aérienne de Kolomya, puis en 1950, à l'aérodrome d'Ivano-Frankivsk, où il reçoit en 1961 des avions Il-28, dont l'Il-28Sh.
En mai 1954, le 277e régiment rejoint l'aérodrome de Brand-Briesen en Allemagne au sein de la 24e armée de l'air du groupement des forces armées soviétiques en Allemagne (GSVG). En 1965, l'unité est modernisée par l'arrivée du dernier né soviétique, le Yak-28I, qu'elle opérera jusqu'en 1975. En 1967, le régiment rejoint l'aérodrome de Finov. En juillet de la même année, la 132e division est retirée de la 24e armée de l'air (en) du GSVG et transférée sur les aérodromes de l'oblast de Kaliningrad, devenant ainsi partie intégrante de la 15e armée de l'air (en) du district militaire balte. Le régiment demeure sur son aérodrome et devient directement subordonné à la 24e armée de l'air du GSVG.
En octobre 1970, le régiment est transféré à la base aérienne de Khourba de Komsomolsk-sur-l'Amour (kraï de Khabarovsk) et intégré à la 83e division de bombardement (ru) de la 1re armée de l'air (ru) du district militaire d'Extrême-Orient. En 1972, le 277e régiment fait partie de la nouvelle 83e division d'aviation mixte dont le quartier général est situé dans la ville de Komsomolsk-sur-l'Amour.
En 1975, les pilotes du régiment sont parmi les premiers de l'armée de l'air à piloter les nouveaux bombardiers Su-24, qu'ils exploiteront jusqu'en 1998. Le régiment reçoit les cinq premiers Su-24 du 63e régiment d'aviation de bombardement (ru) de l'aérodrome de Tcherniakhovsk,.
À partir de 1998, l'unité reçoit des Su-24M modernisés. Après avoir maîtrisé ce type d'aéronef (sur la base des résultats de l'entraînement au combat en 1999), l'unité est reconnue comme étant la meilleure de la 11e armée de l'air. De 2000 à 2007, le régiment occupe la 1re place parmi les régiments de bombardiers de la 11e armée de l'air. Un certain nombre d'officiers ont reçu des ordres honorifiques et des médailles.
Le 277e régiment participe à plusieurs reprises à l'élimination des embâcles lors de crues printanières en Yakoutie, effectuant des bombardements de précision avec des bombes aériennes FAB-250 dans l'étroitesse des rivières pour empêcher l'inondation des zones peuplées et la destruction d'ouvrages hydrauliques et de ponts.

### XXIesiècle
En 2001, la division est dissoute et le régiment directement subordonnée à la 11e armée de l'air. Le 1er mars 2009, le régiment devient partie intégrante de la 3e force aérienne et du commandement de défense aérienne du district militaire est — après transformation le 1er août 2015 — de la 11e armée de l'air et des forces de défense aérienne.
Dans le cadre de la modernisation des forces armées de la fédération de Russie à la fin de 2009, la 6988e base aérienne Mlavskaïa de 1re catégorie est créée sur la base du régiment de l'aérodrome de Khourba. Le 302e régiment d'aviation de bombardiers et le 523e régiment d'aviation de bombardiers sont dissous, l'équipement et les armes transférés dans la 6988e base aérienne.
En décembre 2013, le 277e régiment est reformé et rejoint la 303e division d'aviation mixte.
À partir d'août 2016, l'unité accueille ses premiers Su-34,.
En février 2022, dans le cadre de l'invasion russe de l'Ukraine, le 277e régiment participe à l'offensive de Kiev. Il est déployé sur la base aérienne de Lida au début de l'invasion en 2022.
Le 17 octobre 2022, un chasseur-bombardier Su-34 du 277e régiment s'écrase sur un immeuble d’habitation de la ville portuaire de Ieïsk (kraï de Krasnodar) alors qu'il décolle pour effectuer un vol d'entraînement. Selon un bilan au 18 octobre, au moins 15 personnes sont mortes et au moins 43 autres ont été blessées dont neuf enfants.

## Équipements
| Période     | Aéronefs                         |
| ----------- | -------------------------------- |
| 1941 - 1942 | Tupolev SB                       |
| 1942 - 1951 | A-20 Boston (Douglas A-20 Havoc) |
| 1951 - 1965 | Il-28Sh                          |
| 1965 - 1975 | Yak-28l                          |
| 1975 - 1998 | Su-24                            |
| depuis 1998 | Su-24M                           |
| depuis 2016 | Su-34                            |

## Bases
| Période                  | Emplacement                                              |
| ------------------------ | -------------------------------------------------------- |
| Mai 1945 - décembre 1945 | Aérodrome de Jawor, Pologne                              |
| Décembre 1945 - 1950     | Base aérienne de Kolomya, oblast d'Ivano-Frankivsk       |
| 1950 - Mai 1954          | Aérodrome de Stanislav, Ivano-Frankivsk, (RSS d'Ukraine) |
| Mai 1954 - 1967          | Aérodrome de Brand, Allemagne                            |
| 1967 - Octobre 1970      | Aérodrome de Finow, Allemagne                            |
| Depuis octobre 1970      | Base aérienne de Khourba, kraï de Khabarovsk             |